# Association des femmes chefs de famille
L'Association des femmes chefs de famille(AFCF) est une organisation non gouvernementale de défense des droits des femmes basée en Mauritanie.

## Histoire
Le 17 avril 1999, la militante mauritanienne des droits des femmes, Aminetou Mint El-Moctar, fonde l'Association des femmes chefs de famille, afin de faire de sensibiliser sur les restrictions des droits humains auxquelles les femmes mauritaniennes peuvent être confrontées. Dès sa création, l'AFCF est conçue pour refléter la diversité de la Mauritanie, y compris les femmes arabes, berbères, haratines, pulaars, soninkés et wolofs.
L'AFCF a été à l'avant-garde de nombreuses campagnes visant à améliorer les conditions de vie des femmes en Mauritanie. En 2011, l'organisation travaille avec le gouvernement pour mettre fin au trafic d'enfants mariées vers la péninsule arabique.
L'organisation mène également une vaste campagne contre la pratique du gavage des jeunes femmes avant le mariage, une pratique traditionnelle créée afin de refléter la richesse du mari, mais qui en fait agit à la fois la santé des femmes et leur engagement dans les communautés locales. En 2016, l'Association propose une nouvelle législation au gouvernement mauritanien pour défendre les droits des femmes, en particulier pour introduire des peines plus sévères pour le viol. La proposition est rejetée par le gouvernement mauritanien car elle n'était pas conforme à la charia. Elles ont fait une campagne contre les violences sexuelles contre les femmes, dans les contextes urbains et ruraux. Et depuis 2012, l'association encourage tous les commissariats de police à avoir des travailleurs sociaux sur place pour soutenir les survivantes de violences sexuelles et encourager les femmes à porter plainte. Elles militent également pour mettre fin aux mutilations génitales féminines.

## Lutte contre l'esclavage
La Mauritanie n'a interdit l'esclavage qu'en 1981 et il est toujours pratiqué dans tout le pays. L'AFCF lutte contre l'esclavage moderne. El-Moctar fondatrice de l'association est nommée pour le prix Nobel de la paix 2015 pour son rôle dans le programme de lutte contre l'esclavage,.
L'association œuvrent pour mettre fin aux abus envers les travailleuses domestiques et encouragent les femmes à participer à la vie politique, au niveau local et national. En 2017, l'AFCF a encouragé le gouvernement à adopter une nouvelle loi promouvant la santé sexuelle. 

## Impact
En 2019, l'AFCF compte 12 000 membres, six centres de secours aux victimes, 168 travailleurs sociaux, quatre avocats et une personne de contact dans chaque ville de Mauritanie. Une campagne d'alphabétisation financée par l'AFCF a touché plus de 20 000 filles dans les zones rurales de Nouakchott seulement et a aidé plus de 73 000 personnes à obtenir un état civil et donc à accéder aux droits et à la protection.